# Sylvain Cypel
Pour les articles homonymes, voir Cypel.
Sylvain Cypel est un journaliste, qui a travaillé au Monde de 1998 à 2013, depuis février 2014, il rejoint Orient XXI, et écrit de nombreux articles pour l'hebdomadaire Le 1.

## Biographie
Le père de Sylvain Cypel, Jacques Cypel, est le directeur du dernier quotidien en langue yiddish du monde, Unzer Wort (« Notre Parole »), jusqu'à sa fermeture à Paris en 1996. Il est aussi le leader du mouvement sioniste travailliste pendant plus de vingt-cinq ans.
Sylvain Cypel grandit à Bordeaux et à Paris, parlant à la fois le français et le yiddish. Dans sa jeunesse, il est membre d'un groupe sioniste de gauche. Il émigre ensuite en Israël à la fin du lycée et devient conscrit parachutiste dans l'armée israélienne, avant d'étudier à l'université hébraïque de Jérusalem et d'être diplômé de cette université. Il est titulaire de diplômes en relations internationales, sociologie et histoire contemporaine.
Après avoir vécu pendant douze ans en Israël, il découvre « peu à peu que l'expulsion des Palestiniens et la saisie de leurs terres avaient été délibérément brutales », devenant antisioniste. Il est notamment choqué, en 1969, par les termes employés par Israël pour désigner les Palestiniens, qui lui rappellent la politique française lors de la guerre d'Algérie. Il est alors « ostracisé par certains de ses anciens amis » et revient en France. En Israël, Cypel est proche du parti Matzpen, une organisation d'extrême gauche antisioniste, issue du Parti communiste, et, après une scission, rejoint son courant trotskiste.[réf. nécessaire]
Il rejoint le journal Le Monde, puis Courrier international où il est directeur de la rédaction. En 1998, il quitte l'hebdomadaire Courrier international, où il a travaillé pendant cinq ans, et réintègre Le Monde en tant que chef adjoint de la section internationale puis en tant que rédacteur en chef. Il est aussi correspondant à New York pour ce journal, de 2007 à 2013.
Depuis février 2014, il collabore à Orient XXI, un média consacré au Moyen-Orient dirigé par Alain Gresh, qui diffuse de nombreux articles documentés concernant les différents pays arabes (Maghreb et Machrek), l'Iran, Israël et le sionisme.
Il a également publié de nombreux articles dans l'hebdomadaire Le 1.

## Prises de positions
En 2004, il répond dans Le Monde aux propos du Premier ministre d'Israël Ariel Sharon, qui appelle les Juifs français à émigrer en Israël pour « échapper à l'antisémitisme en France ». Il affirme que, si l'antisémitisme en France est « une réalité dont nous sommes conscients depuis trop longtemps », le pays devait « veiller à ce que la lutte contre l'antisémitisme « ne soit pas associée à un soutien inconditionnel à Israël » ».
En 2022, il écrit et publie L’État d'Israël contre les Juifs, dans lequel il revient sur le parcours de son père et le sien, et décrit le changement idéologique qui a eu lieu selon lui en Israël. Il fait également le procès de la colonisation israélienne dans les territoires palestiniens. Il affirme dans cet ouvrage qu'Israël, « vu à l'origine comme un David assiégé menacé par une constellation de Goliaths », est devenu ce qu'« aucun idéaliste ne pourrait supporter : une petite superpuissance raciste et intimidante ». Il fait également le constat d'une frontière se creusant entre Israël et la communauté juive américaine.

## Publications

### Ouvrages
- Les Emmurés : La société israélienne dans l'impasse, Paris, La Découverte, coll. « Poche », 2006 (1re éd. 2005), 462 p. (ISBN 978-2-707-14976-3).
- Un nouveau rêve américain, Paris, Autrement, coll. « Angles & reliefs », 2015, 160 p. (ISBN 978-2-746-74023-5).
- Liberty : Quand les États-Unis, malgré de puissantes résistances intérieures, attirent en masse les immigrés et en bénéficient, la France les rejette et se prive de cette chance, Paris, Don Quichotte éditions, 2016, 333 p. (ISBN 978-2-35949-551-5).
- L'État d'Israël contre les Juifs, Paris, La Découverte, 328 p., 2020  (ISBN 978-2-348-04344-4). Trad. en anglais par William Rodarmor, Other Press, 2021,
  - L'État d'Israël contre les Juifs. Après Gaza, nouvelle édition augmentée, La Découverte, coll. « Poche », 2024, 336 p. (ISBN 978-2-348-08372-3)
- L'Ukraine racontée aux enfants, Paris, La Martinière, 2022, 70 p. (ISBN 979-1- 040-11102-3)

### Participation à un ouvrage collectif
- Éric Fottorino (Dir.), Karl Marx. Regards croisés, Paris, Éditions de l'Aube, 2018, 156 p.  (ISBN 978-2-815-93165-6)

### Articles et émissions de radio par Sylvain Cypel
- Dans Le Monde. Lire en ligne
- Dans Orient XXI. Lire en ligne
- Dans Le 1. Lire en ligne
- Interventions sur France Inter. Écouter en ligne